# Placetas, Mexiko
Placetas är en ort i Mexiko.   Den ligger i kommunen Ixcatepec och delstaten Veracruz, i den sydöstra delen av landet, 230 km nordost om huvudstaden Mexico City. Placetas ligger 158 meter över havet och antalet invånare är 272.
Terrängen runt Placetas är platt åt nordväst, men åt sydost är den kuperad. Runt Placetas är det ganska tätbefolkat, med 67 invånare per kvadratkilometer. Närmaste större samhälle är Ixcatepec, 3,3 km söder om Placetas. Trakten runt Placetas består till största delen av jordbruksmark.